# Hercle

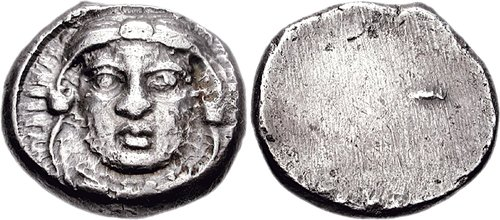
Hercle raffigurato in una moneta di Populonia

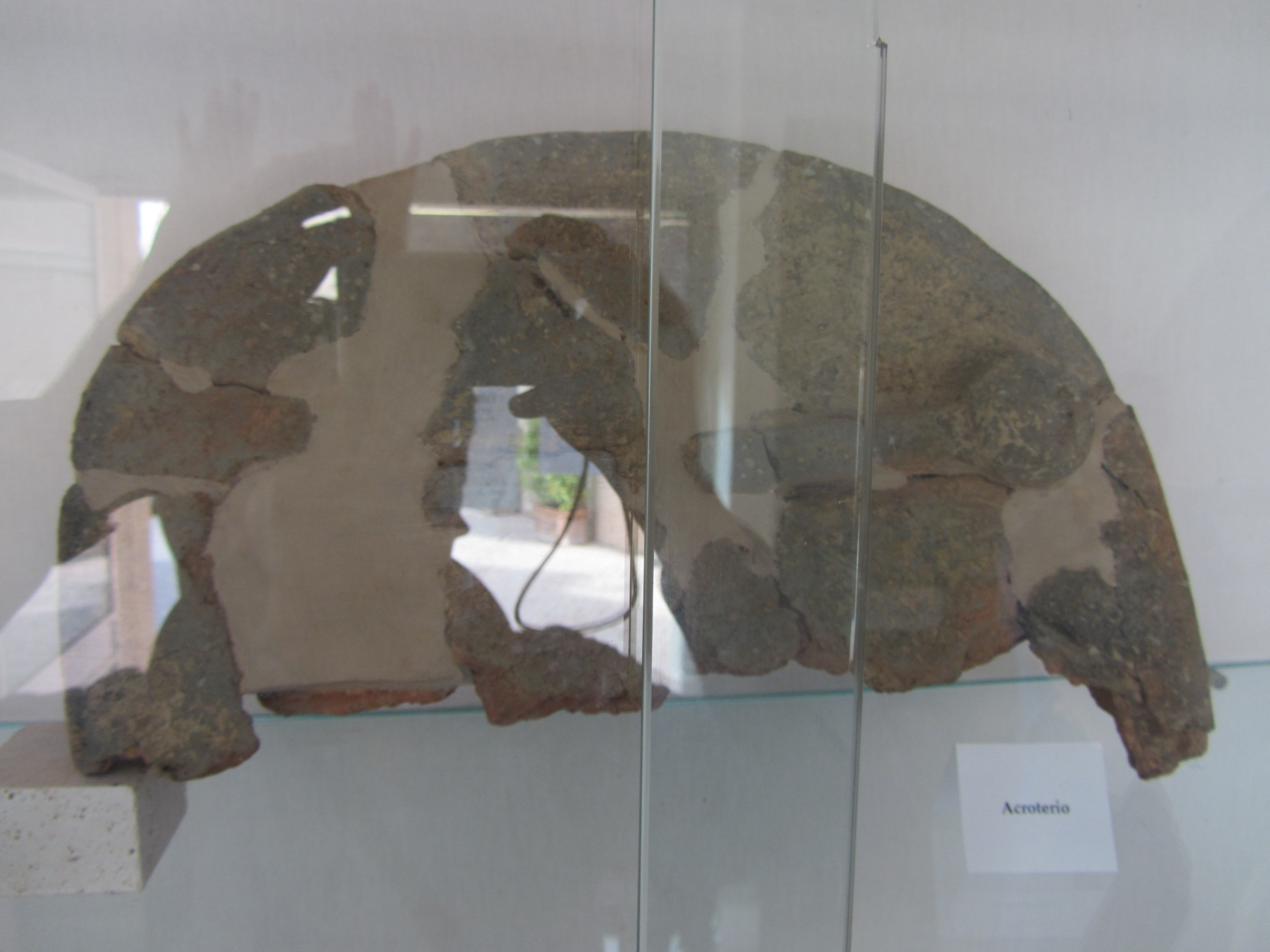
La decorazione con "clava di Hercle/Eracle", dal tempio di Ercole di Parlascio, oggi conservato presso la mostra archeologica Etruschi a Parlascio di Casciana Terme Lari.

Hercle è una divinità etrusca. Figlio di Uni e Tinia, e venerato con l'appellativo di apa (padre), corrisponde al semidio greco Eracle ed all'Ercole romano.

## Caratteristiche
Nel mondo italico, e soprattutto nella civiltà etrusca, la sua figura aveva caratteristiche legate non soltanto alla sfera eroica e guerresca ma anche alla civiltà agropastorale. Da ricerche recenti, infatti, sembra che Hercle fosse considerato il protettore dei pastori. A volte era rappresentato adulto mentre beveva latte dal seno di Uni. Appare anche come figura di culto legata alle sorgenti d'acqua; a lui era dedicato un santuario a Cerveteri (l'antica Caere) e il suo nome compare in molte scritture etrusche su piatti, vasi e oggetti votivi.
Hercle era un dio oracolare più in Etruria che in Grecia. Nel 1970 sono venute alla luce diverse iscrizioni che testimoniano il culto di Hercle. In particolare, un santuario a Caere ha conservato molte iscrizioni di dediche al dio.

## Scene dell'arte etrusca
Hercle può essere riconosciuto nell'arte etrusca dai suoi attributi, o talvolta è identificato per nome. Poiché la letteratura etrusca non è sopravvissuta, il significato delle scene in cui appare può essere interpretato solo attraverso il confronto con i miti greci e romani, attraverso le informazioni sui miti etruschi conservate dalla letteratura greca e latina, o attraverso ricostruzioni congetturali basate su altre rappresentazioni etrusche.